# Taishi Ci
En aquest nom xinès, el cognom és Taishi (太史).
Taishi Ci (166 – 206) va ser un general militar del període de la tardana Dinastia Han Oriental de la història xinesa. Va servir diversos senyors de la guerra, entre els quals Kong Rong, Liu Yao i Sun Ce.

## Biografia

### Els començaments
Taishi Ci va nàixer a Huangxian de la regió de Donglai (東萊, actualment la Província de Shandong) on va estudiar durament, mentre prenia cura de sa mare. Va ser conegut en tota la província per la seva fidelitat, valentia i enginy. Quan Taishi Ci en tenia 21, va servir com un oficial de baix rang a Donglai. El 186, l'administrador de Donglai, superior de Taishi Ci, estava renyit amb el seu propi superior, l'oficina provincial de Qing (青州). Ambdós van enviar lletres a Luoyang, la capital imperial, per a expressar el seu mutu descontentament. En aquell temps el govern Han era tan corrupte que no era capaç de portar a terme investigacions de qualsevol mena. La cort solia suposar que la primera notícia era l'autèntica. L'administrador de Donglai sabia que l'oficina provincial ja havia enviat el seu emissari a la capital i estava ansiós, de manera que va recomanar Taishi Ci a de dur la seva pròpia lletra a Luoyang, encara que el seu adversari havia arribat a la capital primer.
A les portes de la ciutat, Taishi Ci es va trobar amb l'enviat provincial. Era impossible d'arribar abans que ell i l'ús de la força no era apropiat. En lloc d'això, es va acostar tranquil·lament a l'enviat i li va demanar si era un missatger i si ho era, on era la seva lletra. Prenent Taishi Ci per un funcionari de la cort, li va donar la missiva i Taishi Ci la va trossejar amb un ganivet. Quan l'enviat es va adonar que havia estat enganyat, va tractar de demanar ajuda per a arrestar Taishi Ci, però aquest el va calmar i el va menar a un lloc apartat, suggerint-li que ambdós corregueren per a salvar les vides, puix que l'enviat era culpable d'haver deixat que destruïren el missatge. L'enviat va demanar perquè l'havia de creure, car Taishi Ci seria, evidentment, recompensat. Taishi Ci va respondre que mai li havien ordenat d'estripar la lletra i que havia comès un crim greu. L'enviat va acceptar però una vegada fora de Luoyang, Taishi Ci va enganyar l'enviat i va dur la lletra a la cort. Després d'això, l'oficina provincial va mirar d'enviar una altra lletra però havent arribat després, la cort va rebutjar el clam.
Taishi Ci es va fer famós però també va esdevenir l'enemic de la província. Tement de ser castigat, Taishi Ci va fugir a Liaodong.

### Sota Gongsun Du
A Liaodong, Taishi Ci es va fer bon amic del famós erudit local Bing Yuan (邴原), que el va presentar a Gongsun Du, el governador local. Taishi Ci era estimat i respectat pels habitants. A causa del seu estatus de fugitiu criminal, Gongsun Du va ser incapaç de poder oferir-li cap càrrec d'oficial de seguida, però les perspectives eren brillants i s'esperava que facés un paper important en algun moment posterior. Això no obstant, semblava que no seria així, puix que la l'estada de Taishi Ci a Liaodong va ser molt reduïda quan es va implicar en un tema de Liu Zheng (劉政), un amic de Bing Yuan. Gongsun Du detestava Liu Zheng i va tractar d'ajusticiar-lo, però Liu Zheng amb prou feines va ser capaç d'escapar, deixant que els seus seguidors foren arrestats. Bing Yuan, per un temps, va protegir Liu Zheng, però Gongsun Du va anunciar que qualsevol que amagués o ajudés Liu Zheng seria executat també. Al seu torn, Bing Yuan va demanar a Taishi Ci de tornar a portar Liu Zheng a la Xina mateixa, la qual cosa Taishi Ci va acceptar. Després de la seva escapada reeixida, Bing Yuan va convèncer Gongsun Du d'alliberar tots els seguidors de Liu Zheng.